# William Patry
William F. Patry (n. Niskayuna, Nueva York, 1 de enero de 1950) es un abogado estadounidense especialista en Derecho de autor.

## Carrera
Estudió en la Universidad Estatal de San Francisco, donde obtuvo un Bachelor of Arts en 1974 y un Master of Arts en 1976, y luego en la Universidad de Houston, donde obtuvo un Doctorado en Derecho en 1980. Está colegiado en Texas (1981), el Distrito de Columbia (2000) y Nueva York (2001).
Patry fue asesor en materias de Copyright en la Cámara de Representantes de los Estados Unidos a comienzos de los años 1990, donde participó en la elaboración de disposiciones de la Ley de acuerdos de la Ronda Uruguay. También trabajó como planificador de políticas en el Register of Copyrights, y ha sido profesor de Derecho en la Benjamin N. Cardozo School of Law.
Es autor de un tratado de Derecho de autor estadounidense compuesto por siete tomos, titulado Patry on Copyright.
Actualmente es consejero senior de Copyright en Google.

## Obras
- The Fair Use Privilege in Copyright Law (1985)
- Copyright Law and Practice (1995)
- Patry on Copyright (2007)
- Moral Panics and the Copyright Wars (2009)
- How to Fix Copyright (2011)